# Прощай, моя королева
«Прощай, моя королева» (фр. Les Adieux à la reine) — историческая драма совместного производства Франции и Испании режиссёра Бенуа Жако. Фильм снят по мотивам одноимённого романа Шанталь Тома и повествует о нескольких днях жизни Марии-Антуанетты во время Великой французской революции. Фильм был представлен на 62-м Берлинском кинофестивале.

## В ролях
| Актёр            | Роль                     |
| ---------------- | ------------------------ |
| Леа Сейду        | Сидони Лаборд            |
| Диана Крюгер     | Мария-Антуанетта         |
| Виржини Ледуайен | Иоланда Полиньяк         |
| Ноэми Львовски   | мадам Кампан             |
| Ксавье Бовуа     | Людовик XVI              |
| Грегори Гадебуа  | Людовик, граф Прованский |
| Френсис Леплей   | Карл, граф д’Артуа       |

## Номинации и награды фильма
(помимо индивидуальных номинаций и наград актёрам и членам съёмочной группы)
- 2012 — Номинация на «Золотого медведя» Берлинского кинофестиваля
- 2012 — Приз Луи Деллюка за лучший фильм
- 2013 — Номинация на премию «Люмьер» за лучший фильм
- 2013 — Номинация на «Сезар» за лучший фильм
- 2013 — Номинация на «Хрустальный шар» за лучший фильм